# LibreCAD
LibreCAD は 2D 設計用のCAD アプリケーション。 フリーのオープンソースで、UNIX / Linux、macOS、Windowsオペレーティング システムで利用できる。
インターフェイスとハンドルの概念のほとんどはAutoCADに類似しているため、このタイプの商用 CAD アプリケーションの使用経験があるユーザーにとっては使いやすくなる。

## 歴史
2010年頃、QCAD Community Edition 2.0.5がフォークし、現在LibreCADとして知られるものの開発が開始された。当初、GUIはQt3ライブラリに基づいていた。

### CADuntu
CADuntu — は、当初のQCAD CEフォーク プロジェクト名であった。短期間使用されたが、ユーザーとの話し合いの結果、UbuntuおよびCanonicalと関連付けられていないLibreCADに置き換えられた。

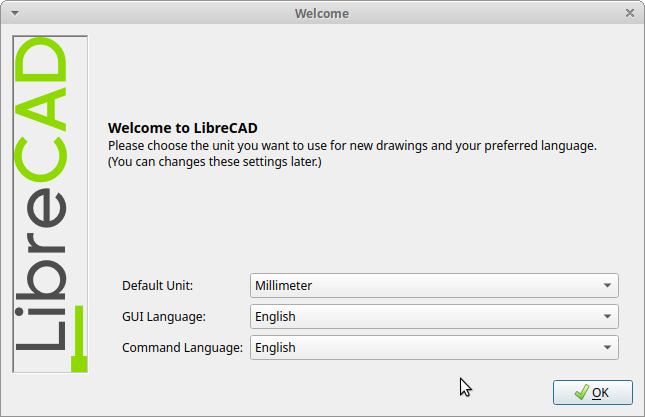
LibreCAD ようこそ画面

### LibreCAD 1
LibreCAD 1 の主な特徴はGUIをQt4に移植したことで、複数のプラットフォームで同じように実行できるようになった。

### LibreCAD 2

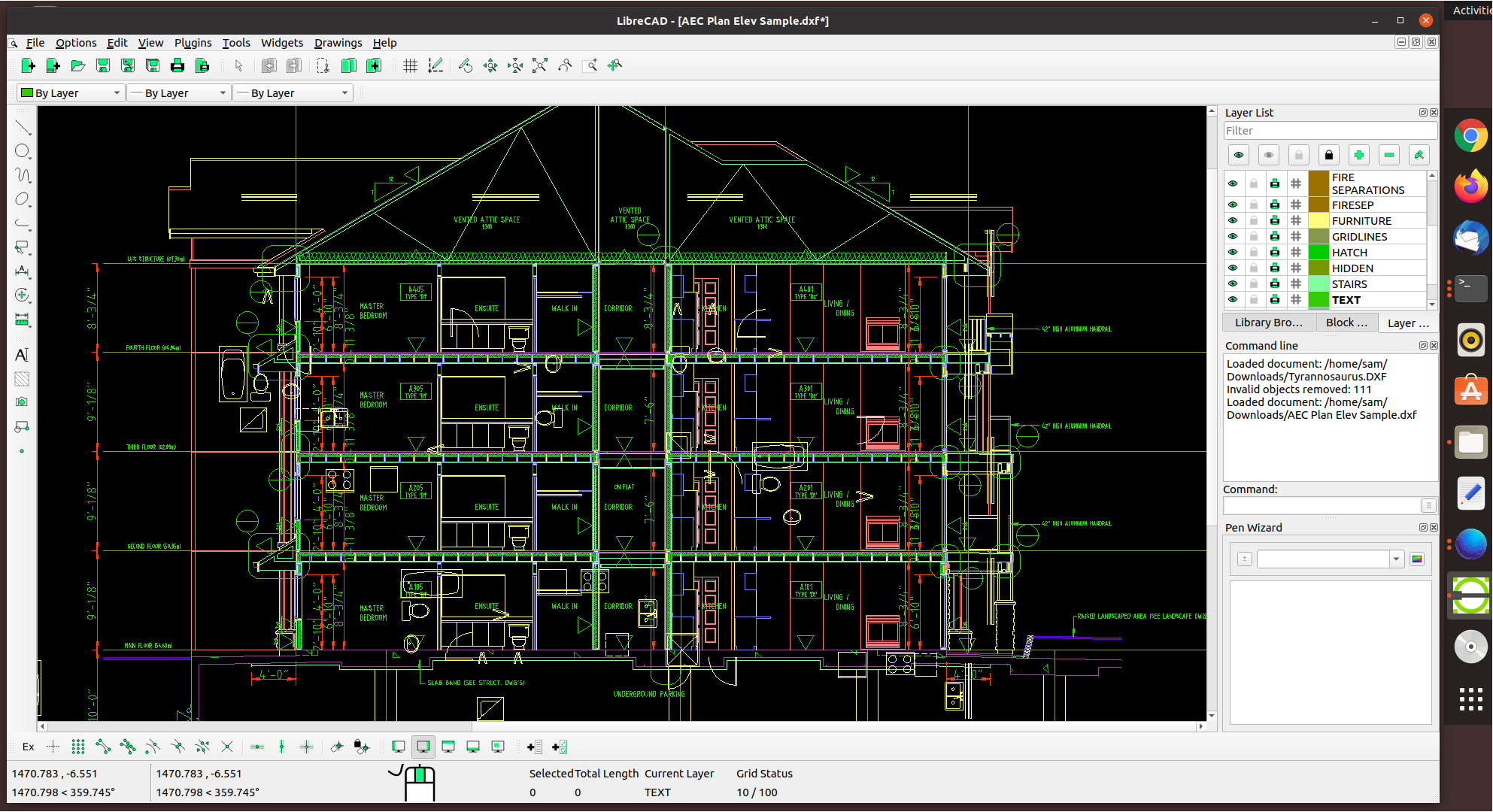
LibreCAD 2 with AEC drawing

LibreCAD 2 はQt5およびQt6ライブラリのサポートを実装しているす。
2024 年現在、LibreCAD の開発は 3 つのブランチに分割されている。
- 2.2.0.x — バグ修正アップデートを含む実際のLTSリリース。;
- 2.2.1_rc — 新しい機能とコードのクリーンアップを備えた、次のリリースのリリース候補。;
- 2.2.2_alpha — 将来リリースされるアルファ版。多くの新しい実験的な機能が含まれているが、まだ通常使用には適していない。

### LibreCAD 3

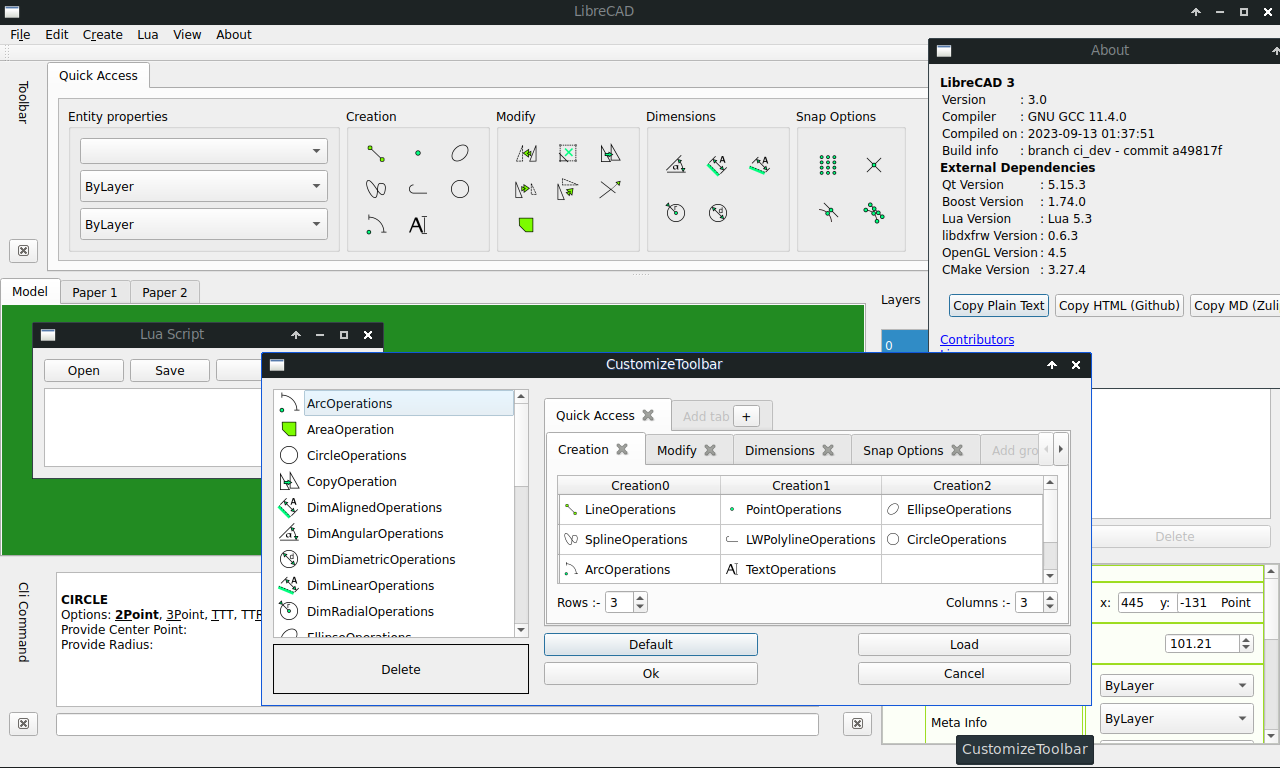
LibreCAD 3 test build screen

LibreCAD 3 — LibreCAD を最初から完全に書き直した実験的なバージョンで、LibreDWG と GPLv3 互換になるように設計されており、Luaスクリプト、リボン を備えている。
開発は主に、BRL-CADチームとの共同作業により、 2018 ～ 2023 年のGSoCセッション中に行われた。
最新のコミットとテスト ビルドは 2023 年 9 月に作成され、開発が停滞している。LibreCAD チームは実際にこのプロジェクトを凍結しており、LibreCAD 2とlibdxfrwライブラリの開発に注力している。

## バージョン履歴
データは公式サイト、SourceforgeおよびGitHubのプロジェクトページから取得した。

## 特徴
LibreCADは60以上の言語で利用可能。
ファイルのインポートと保存には内部的にAutoCAD DXFファイル形式が使用され、他の多くのファイル形式へのエクスポートも可能。

### ファイル形式
バージョン 2.2.0 以降、LibreCAD は次のファイル形式の読み取りと書き込みが可能。
ファイルを開くかブロックをインポートする
- CAD: DXF, DWG, Jw_cad, Shapefile (非推奨)
- CAD フォント: LFF, CXF

画像をインポート
- ベクター画像: SVG, SVGZ
- ビットマップ画像: BMP, CUR, GIF, ICNS, ICO, JPEG, JPG, PBM, PGM, PNG, PPM, TGA, TIF, TIFF, WBMP, WebP, XBM, XPM

ファイルを保存
- CAD: DXF (2007), DXF (2004), DXF (2000), DXF (R14), DXF (R12)
- CAD font: LFF, CXF

エクスポート
- PDF (または図面をプリンターに送信して直接印刷)
- ベクター画像: SVG, CAM (Plain SVG)
- ビットマップ画像: BMP, CUR, ICNS, ICO, JPG, PBM, PGM, PNG, PPM, TIF, WBMP, WEBP, XBM, XPM

#### libdxfrw
GNU LibreDWGライブラリはGPLv3でリリースされているため、GPLv2ライセンスのLibreCAD（およびFreeCAD）では使用できない。ライセンスが互換性がないためです。また、 FSFにGNU LibreDWGをGPLv2に再ライセンスするよう要求しましたが、却下された。 最終的には、より完全なDWGサポートを備えたlibdxfrwと呼ばれる新しいGPLv2ライセンスのライブラリを作成することで問題は解決した。 このライブラリは現在、他のソフトウェアでも使用されている（たとえば、 UIと寸法ラベルの組み込みのデフォルトフォントとしてLibreCADのフォントを使用しているSolveSpaceunicode.lffなど）。

#### LFF (LibreCAD フォント形式)
当初 LibreCAD で使用されていた QCAD CE の CXF 形式のフォントに関する著作権の問題により、独自のフォント形式を作成することが決定された。
LibreCADフォントフォーマットは、シングルストロークベクターフォント用のプレーンテキストファイルフォーマット（*.lffファイル拡張子付き）です。
LibreCAD で LFF フォントを直接編集したり、他の形式のフォントからフォントを作成したりする方法がある。LFF 形式へのコンバーターは、次の形式用に設計されている。:
- TTF (TrueType フォント) — コンバーターは公式サイトおよびCLIユーティリティーでオンライン利用可能。;[14]
- JHF (Hershey フォント) — CLI ユーティリティとして実装されたコンバーター;
- Shx (Shapefile Index フォント) — サードパーティの開発者によって設計されたコンバーター。

SolveSpace CADではLibreCADフォントフォーマットが採用されており、LibrePCBソフトウェアはLFFから派生したPCB用のFontoBene（*.bene）フォントフォーマットを設計した。

## 使用事例
LibreCADは、多くの国で学校や大学での教育目的、企業や工場での様々なアイテムの設計や製造、建築設計、庭園や景観設計などの生産目的で使用されている。
一部の国では、LibreCAD はライセンスが無料であるため、国や政府機関、公立学校などで商用 CAD を置き換えることでソフトウェア ライセンスの予算支出を削減するために使用されている。また、商用ソフトウェアの公式ディーラーが見つからない場合や、利用可能な商用 CAD ソリューションがすべて高価すぎる場合にも、LibreCAD が選択る。
一部の国ではLibreCADは国際制裁を回避するために使用されていた。例えばロシアではウクライナ侵攻に対する国際制裁を回避するために使用されていた。
LibreCADはエンジニアやメーカーをターゲットとしたCAELinuxディストリビューションに組み込まれている。

### 欧州連合(EU)
2011年に、欧州委員会が障害者向けに企画したe-LIFE教育プロジェクトでは、LibreCADやその他の無料CADの学習に関する数章からなるマニュアル本が提供され、 ギリシャ語、スペイン語、スロバキア語、トルコ語、ルーマニア語に翻訳されています。

### ウクライナ
1990年代以降、ウクライナの学校、大学、工場のほとんどでは、GOST規格に準拠したロシアのCADCOMPAS のライセンスが使用されてきたが、2014年の 露ウクライナ戦争 の開始と、2017年以降ウクライナ大統領によるロシア製ソフトウェアに対する制裁が実施されて以来、 ウクライナのユーザーはCOMPASからLibreCADを含む他のCADに切り替えている。
2016年から2019年にかけて、ウクライナでは統一設計文書化システムの基盤となっているGOST規格の見直しが行われ、その使用が拒否されました。それ以来、GOST規格のほとんどはДержавні стандарти України と採用されたISO規格 に置き換えられ、LibreCADはそれらに適合している。
ウクライナの教育機関では、LibreCADは幾何学、記述幾何学、製図、グラフィックデザイン、エンジニアリンググラフィックス、情報科学、力学、解析力学、デザインとテクノロジー、材料科学、木工、金属加工、オートメーションなどのコースでよく使用されている。
2019年7月19日に署名されたSESU長官命令第425号（付録1、2ページ）によれば、 LibreCADは2019年以来、ウクライナ国家緊急サービス部門のコンピューターにインストールすることが許可されているソフトウェアのリストに、使用が許可されている唯一のCADソフトウェアとして含まれています。
ウクライナの科学者、研究者、設計事務所、フリーランサー、個人および小規模製造業者がLibreCADを使用しています。
LibreCAD は、ウクライナの学校向け Linux ディストリビューションUALinuxの教育版に組み込まれた。

### アメリカ合衆国
2021年、LibreCADは、 ISSの低重力環境でテストされる毛細管現象
の研究に関する実験の収集と選択を目的としてNASAが主催した学生研究作品チャレンジCELERE（液体に対する毛細管効果探究研究実験）に使用された。 参加者向けに、NASAグレン研究センターの従業員によって作成され提供されたLibreCADの使用に関するハンドブックがあった。

## 参照
- Comparison of computer-aided design software
- BRL-CAD (LibreCAD プロジェクト パートナー)
- CAD Assistant (フリーウェアの CAD ビューア)
- GDAL (オープンソースの GIS および CAD ファイル形式コンバーター)
- ODA Converter (フリーウェアの DXF/DWG バージョン コンバーター)
- VariCAD Viewer (フリーウェアの CAD ビューア)